# Trîhubșciîna, Hadeaci
Trîhubșciîna (în ucraineană Тригубщина) este un sat în comuna Hreceanivka din raionul Hadeaci, regiunea Poltava, Ucraina.

## Demografie
Componența lingvistică a localității Trîhubșciîna
     Ucraineană (100%)
Conform recensământului din 2001, toată populația localității Trîhubșciîna era vorbitoare de ucraineană (100%).